# Witterveld
Witterveld este o arie protejată (arie specială de conservare — SAC, sit de importanță comunitară — SCI) din Țările de Jos întinsă pe o suprafață de 481 ha, integral pe uscat.

## Localizare
Centrul sitului Witterveld este situat la coordonatele 52°57′41″N 6°30′28″E / 52.9615°N 6.5078°E.

## Înființare
Situl Witterveld a fost declarat sit de importanță comunitară în decembrie 1996 pentru a proteja . Situl a fost protejat și ca arie specială de conservare în septembrie 2009.

## Biodiversitate
Situată în ecoregiunea atlantică, aria protejată conține 8 habitate naturale: Vegetație psamofilă uscată cu Calluna și Empetrum nigrum, Lacuri și iazuri distrofice naturale, Pajiști umede nord-atlantice cu Erica tetralix, Pajiști uscate europene, Formațiuni ierboase bogate în specii de Nardus, dezvoltate pe substraturi silicioase în zone montane (și în zone submontane, în Europa continentală), Turbării active, Mlaștini oligotrofe degradate, capabile încă de regenerare naturală, Mlaștini împădurite.
La baza desemnării sitului se află un număr nedeclarat de specii protejate: